# Хромозома 15
Хромозома 15 е една от 23-те двойки хромозоми откриващи се при хората, които нормално имат две копия на тази хромозома. Тя обхваща около 99,7 милиона базови двойки (строителният материал на ДНК ) и представлява между 3% и 3,5% от общата ДНК в клетките . Хромозома 15 е акроцентрична хромозома, което означава, че е с много малко късо рамо („p“ рамо, от френската дума за малък „petite“), която съдържа малко протеин кодиращи гени сред своите 19 милиона базови двойки. Тя има по-голямо дълго рамо (рамото „q“), което е богато на гени и обхваща около 83 милиона базови двойки.
Човешкият левкоцитен антигенен ген за β2-микроглобулина се намира на хромозома 15. Там се намират и генът FBN1, които кодира, както фибрилин-1 (протеин от изключително значение за правилното функциониране на съединителната тъкан), така и апросин (малък протеин, произлизащ от транскрибираната FBN1 генна иРНК), която участва в метаболизма на мазнините.

## Гени

### Броят на гените
По-долу в таблицата се вижда приблизителния брой гени откриващи се в хромозома 15. Тъй като учените използват различни подходи за анотация на генома, техните прогнози за броя на гените във всяка хромозома варират (за технически подробности вижте генното прогнозиране ). Сред различните проекти, проектът за съвместна консенсусна кодираща последователност ( CCDS ) използва изключително консервативна стратегия. Така, че прогнозата за броя на гените на CCDS представлява най-общо казано долна граница от общия брой протеин кодиращи гени. 
| Оценено от | Протеин кодиращи гени | Некодиращи РНК гени | Псевдогени | Източник          | Дата на публикуване |
| ---------- | --------------------- | ------------------- | ---------- | ----------------- | ------------------- |
| CCDS       | 561                   | —                   | —          | [ 2 ]             | 2016-09-08          |
| HGNC       | 559                   | 328                 | 433        | [ 3 ]             | 2017-05-12          |
| Ensembl    | 605                   | 992                 | 508        | [ 4 ]             | 2017-03-29          |
| UniProt    | 601                   | —                   | —          | [ 5 ]             | 2018-02-28          |
| NCBI       | 629                   | 716                 | 594        | [ 6 ] [ 7 ] [ 8 ] | 2017-05-19          |

## Хромозомни заболявания
Следните заболявания възникват в резултат на различни мутации в хромозома 15. Две от  тях ( синдром на Angelman и синдром на Prader-Willi ) включват загуба на генна активност в една и съща част от хромозома 15, а именно областта 15q11.2-q13.1. Това откритие предостави първото доказателство при хората, че нещо извън гените може да определи как се експресират гените . 

### Синдром на Ангелман (Синдром на щастливата кукла)
Основните характеристики на синдрома на Angelman (синдром на щастливата кукла) са тежка умствена недостатъчност, атаксия (загуба на мускулен контрол, което води до неволеви движения), липса на реч и прекалено щастливо поведение (непровокиран смях). Синдромът на Angelman е резултат от загуба на генна активност в специфична част от хромозома 15, областта 15q11-q13. Този регион съдържа ген, наречен UBE3A, който, когато е мутирал или липсва, причинява характерните черти на това заболяване. Хората обикновено имат две копия на гена UBE3A, по едно от всеки родител. И двете копия на този ген са активни в много от тъканите на тялото. В мозъка обаче е активно само копието, унаследено от майката (майчиното копие). Ако то се загуби поради някаква промяна в самата хромозома или генна мутация, човек няма да има работещи копия на гена UBE3A в мозъка.
В повечето случаи (около 70%), при пациентите със синдром на Angelman се открива делеция в унаследената от майката хромозома 15. Тази хромозомна промяна води до загуба на тази част от нея, която включва гена UBE3A . Тъй като копието на гена UBE3A, унаследено от бащата (копието по бащина линия), обикновено е неактивно в мозъка, делеция в майчината хромозома 15 води до липса на активни копия на гена UBE3A в мозъка.
В 3% до 7% от случаите, синдромът на Ангелман възниква в резултат на унаследяването на две копия на бащината хромозома 15 вместо по едно копие от всеки родител. Това явление се нарича бащина еднородителска дизомия или унипарентална дизомия (UPD). Хората с UPD по бащина линия за хромозома 15 имат две копия на гена UBE3A, но и двете са унаследени от бащата, следователно са неактивни в мозъка.
В около 10% от случаите синдромът на Angelman се причинява от мутация в гена UBE3A, а други 3% възникват в резултат на дефект в ДНК региона, контролиращ активирането на гена UBE3A, както и на други гени откриващи се в майчиното копие на хромозома 15. В малък процент от случаите синдромът на Angelman може да бъде причинен и от хромозомно пренареждане, наречено транслокация, или от мутация в различен от UBE3A ген. В крайна сметка тези генетични промени могат да доведат до инактивирането на гена UBE3A.
Синдромът на Angelman може да бъде унаследен. Доказателство за това виждаме в един случай, при който пациентка забременява с дъщеря, която също има това състояние. 

### Синдром на Прадер-Уили
Основните характеристики на това заболяване включват полифагия (изключителен, ненаситен апетит, постоянен глад), леко до умерено изоставане в умственото и псхичното развитие, хипогонадизъм, водещ от забавяне до липса на пубертет, и хипотония (отпуснатост) . Синдромът на Прадер-Уили възниква в резултат на загуба на активни гени в специфична част от хромозома 15, областта 15q11-q13 (същата област като при синдрома на Ангелман). Хората обикновено имат две копия на тази хромозома във всяка клетка, по едно копие унаследено от всеки родител. Синдромът на Прадер-Уили възниква, когато бащиното копие частично или изцяло липсва.
В около 70% от случаите, синдромът на Prader-Willi възниква, когато регионът 15q11-q13 на бащината хромозома 15 е делетиран (липсващ). Гените в този регион обикновено са активни само когато са върху бащиното копие на хромозомата и съответно са неактивни върху майчиното. Следователно, човек с делеция в бащината хромозома 15 няма да има активни гени в този регион. Наблюдаваме явление обратно на това, което виждаме при синдрома на Ангелман.
В около 25% от случаите при пациент със синдром на Прадер-Уили се установяват две майчини копия на хромозома 15 във всяка клетка, вместо нормално по едно копие унаследено от всеки родител. Това явление се нарича еднородителска дизомия на майката (UPD). Тъй като някои гени обикновено са активни само върху бащиното копие на тази хромозома, пациент с установени две майчини копия на хромозома 15 няма да има активни копия на тези гени.
В малък процент от случаите синдромът на Прадер-Уили не води началто си от хромозомно пренареждане, наречено транслокация. Много рядко той се причинява от аномалия в ДНК региона, контролиращ активността на гените на бащината хромозома 15. Тъй като пациентите почти винаги имат репродуктивни проблеми, синдромът на Прадер-Уили обикновено не е наследствен.

### Изодицентрична хромозома 15
Специфично хромозомно нарушение, наречено изодицентрична хромозома 15 (IDIC15) (известна също и с редица други имена ), може да засегне растежа и развитието на пациентите. Те притежават „допълнителна“ или „маркерна“ хромозома. Тази малка допълнителна хромозома е съставена от генетичен материал от хромозома 15, който е дублиран (копиран) и прикрепен в края ѝ. В някои случаи допълнителната хромозома е много малка и не се установява да има ефект върху здравето на човека. По-голяма на размер изодицентрична хромозома 15 може да доведе до слаб мускулен тонус (хипотония), интелектуално увреждане, припадъци и поведенчески проблеми.  Признаците и симптомите на аутизъм (разстройство на развитието, което засяга комуникацията и социалното взаимодействие) също са свързани с наличието на изодицентрична хромозома 15.
Други промени в броя или структурата на хромозома 15 могат да доведат до забавяне в умственото развитие, в растежа, хипотония и характерни черти на лицето (лицев дисморфизъм). Тези промени включват допълнително копие на част от хромозома 15 във всяка клетка (частична тризомия 15) или липсващ сегмент от хромозомата във всяка клетка (т.нар. частична монозомия 15). В някои случаи няколко от хромозомните градивни елементи на ДНК (нуклеотидите) се делетират или удвояват.
- Синдром на Блум
- Рак на гърдата
- Изовалерианова ацидемия
- Луис-Дийтс, тип 3 (ген SMAD3)
- Синдром на Марфан
- Несиндромна глухота
- Синдром на Шааф-Янг (SYS)
- Болест на Тей-Сакс
- Тирозинемия
- Синдром на автозомно доминантно принуждаващо хелио-офталмично избухване [12]

## Цитогенетична лента (G-бендинг)
| Chr. | Arm | Лента | ISCN начало | ISCN край | Базови двойки начало | Базови двойки край | Stain | Density |
| ---- | --- | ----- | ----------- | --------- | -------------------- | ------------------ | ----- | ------- |
| 15   | p   | 13    | 0           | 270       | 1                    | 4,200,000          | gvar  |         |
| 15   | p   | 12    | 270         | 631       | 4,200,001            | 9,700,000          | stalk |         |
| 15   | p   | 11.2  | 631         | 1142      | 9,700,001            | 17,500,000         | gvar  |         |
| 15   | p   | 11.1  | 1142        | 1382      | 17,500,001           | 19,000,000         | acen  |         |
| 15   | q   | 11.1  | 1382        | 1487      | 19,000,001           | 20,500,000         | acen  |         |
| 15   | q   | 11.2  | 1487        | 1773      | 20,500,001           | 25,500,000         | gneg  |         |
| 15   | q   | 12    | 1773        | 1968      | 25,500,001           | 27,800,000         | gpos  | 50      |
| 15   | q   | 13.1  | 1968        | 2164      | 27,800,001           | 30,000,000         | gneg  |         |
| 15   | q   | 13.2  | 2164        | 2284      | 30,000,001           | 30,900,000         | gpos  | 50      |
| 15   | q   | 13.3  | 2284        | 2524      | 30,900,001           | 33,400,000         | gneg  |         |
| 15   | q   | 14    | 2524        | 2765      | 33,400,001           | 39,800,000         | gpos  | 75      |
| 15   | q   | 15.1  | 2765        | 2975      | 39,800,001           | 42,500,000         | gneg  |         |
| 15   | q   | 15.2  | 2975        | 3065      | 42,500,001           | 43,300,000         | gpos  | 25      |
| 15   | q   | 15.3  | 3065        | 3245      | 43,300,001           | 44,500,000         | gneg  |         |
| 15   | q   | 21.1  | 3245        | 3471      | 44,500,001           | 49,200,000         | gpos  | 75      |
| 15   | q   | 21.2  | 3471        | 3621      | 49,200,001           | 52,600,000         | gneg  |         |
| 15   | q   | 21.3  | 3621        | 3846      | 52,600,001           | 58,800,000         | gpos  | 75      |
| 15   | q   | 22.1  | 3846        | 3982      | 58,800,001           | 59,000,000         | gneg  |         |
| 15   | q   | 22.2  | 3982        | 4087      | 59,000,001           | 63,400,000         | gpos  | 25      |
| 15   | q   | 22.31 | 4087        | 4252      | 63,400,001           | 66,900,000         | gneg  |         |
| 15   | q   | 22.32 | 4252        | 4357      | 66,900,001           | 67,000,000         | gpos  | 25      |
| 15   | q   | 22.33 | 4357        | 4507      | 67,000,001           | 67,200,000         | gneg  |         |
| 15   | q   | 23    | 4507        | 4613      | 67,200,001           | 72,400,000         | gpos  | 25      |
| 15   | q   | 24.1  | 4613        | 4748      | 72,400,001           | 74,900,000         | gneg  |         |
| 15   | q   | 24.2  | 4748        | 4808      | 74,900,001           | 76,300,000         | gpos  | 25      |
| 15   | q   | 24.3  | 4808        | 4928      | 76,300,001           | 78,000,000         | gneg  |         |
| 15   | q   | 25.1  | 4928        | 5048      | 78,000,001           | 81,400,000         | gpos  | 50      |
| 15   | q   | 25.2  | 5048        | 5169      | 81,400,001           | 84,700,000         | gneg  |         |
| 15   | q   | 25.3  | 5169        | 5379      | 84,700,001           | 88,500,000         | gpos  | 50      |
| 15   | q   | 26.1  | 5379        | 5649      | 88,500,001           | 93,800,000         | gneg  |         |
| 15   | q   | 26.2  | 5649        | 5860      | 93,800,001           | 98,000,000         | gpos  | 50      |
| 15   | q   | 26.3  | 5860        | 6070      | 98,000,001           | 101,991,189        | gneg  |         |

## Външни връзки
- National Institutes of Health. Chromosome 15 //  Genetics Home Reference.   Посетен на 2017-05-06.
- Chromosome 15 //  Human Genome Project Information Archive 1990 – 2003.   Посетен на 2017-05-06.